# Genró

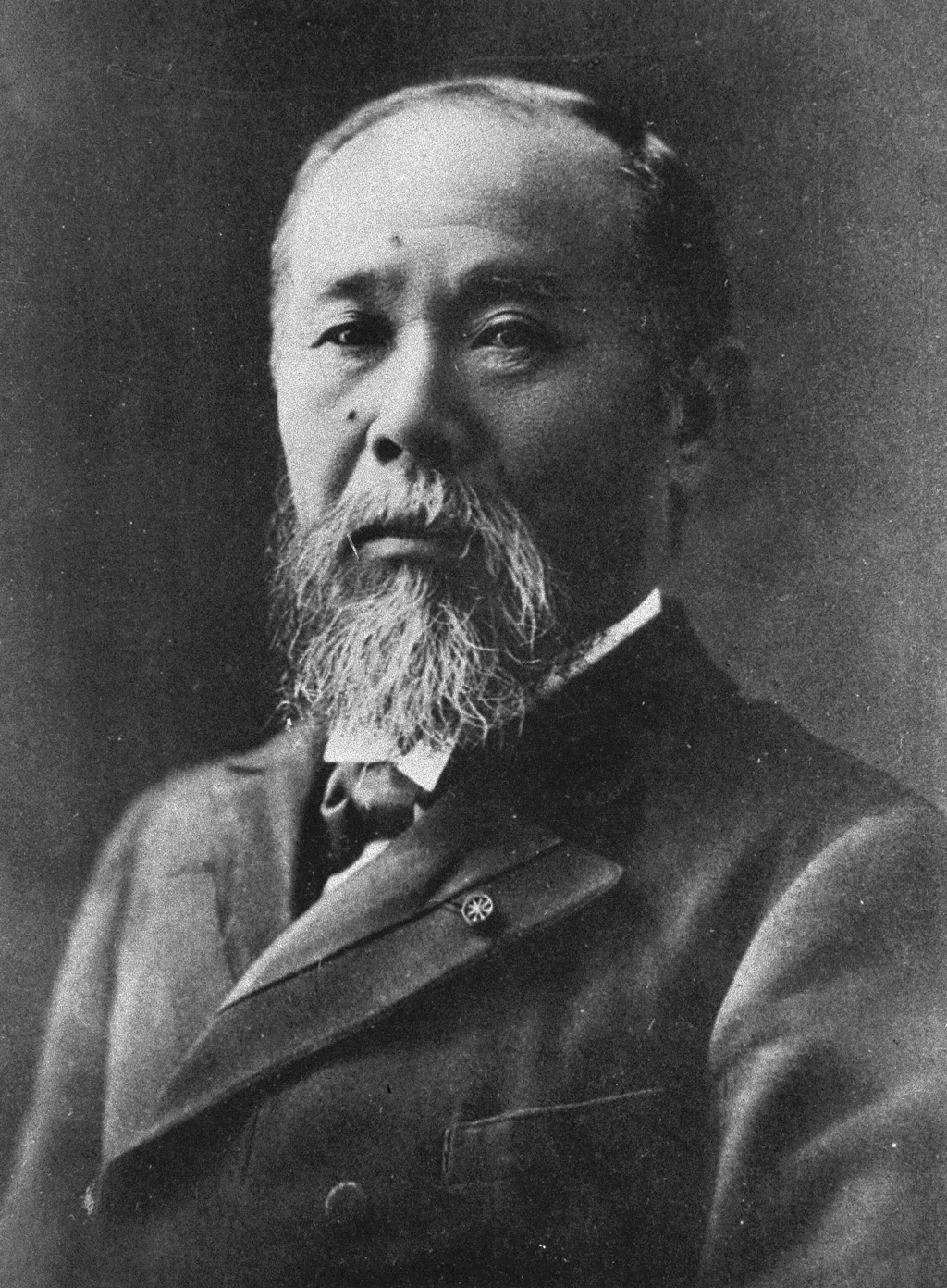
Itó Hirobumi, az első genró

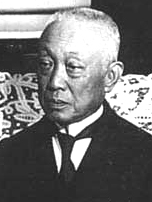
Szaiondzsi Kimmocsi herceg, az utolsó genró

A genró (元老, 'az eredeti öregek') azon tekintélyes japán politikusok utólagos kollektív megnevezése, akik a Meidzsi-restaurációt (1868) még mint alacsony rangú vidéki szamurájok végrehajtották. Az 1890-es évektől informális testületként példátlan befolyással rendelkeztek, miniszterelnököket javasoltak a császárnak, sőt maguk is gyakran betöltötték e posztot. Eredetileg heten voltak (Itó Hirobumi, Kuroda Kijotaka, Macukata Maszajosi, Ójama Ivao, Szaigó Cugumicsi, Jamagata Aritomo, Inoue Kaoru), de a 20. század elején bejutott körükbe Kacura Taró és Szaiondzsi Kimmocsi is. Szürke eminenciási szerepük oly közismert volt, hogy az azóta a köznyelvbe is átment elder statesman kifejezést a genró tagjainak jelölésére kreálta annak idején (első előfordulása: 1923) az angol sajtónyelv.